# Тиверцы
Ти́верцы — восточнославянское племя, расселившееся в IX веке в междуречье Днестра и Прута, а также Дуная, в том числе у Буджакского побережья Чёрного моря на территории современных Молдавии и Украины.

## Этимология
Этноним «тиверцы» вероятно образован от тюркского *tiv-är «говорящий, переводчик» (ср. толковины в летописи, тюркское te-, ti- «говорить»). Либо этноним возводится к древнему названию Днестра (ср. иранское название реки Tīvrā).

## История
Тиверцы впервые упоминаются в Повести временных лет в ряду с другими восточнославянскими племенами IX века: «…улучи и тиверцы седяху бо по Днестру, присѣдяху къ Дунаеви; бе множьство ихъ, сѣдяху по Днестру оли до моря, и суть гради их и до сегодне».
Основным занятием тиверцев было земледелие. Расселились в валашском ареале. На западе их ареал граничил с землями скотоводческого романоязычного населения (см. валахи), на востоке — с так называемым Диким полем, которое всё больше наводняют кочевники тюркского происхождения.
Тиверцы принимали активное участие в походах Олега на Царьград в 907 году и Игоря в 944 году. В середине X века земли тиверцев вошли в состав Древнерусского государства. После усиления феодальной раздробленности Руси к XII веку тиверцам всё тяжелее защищать регион своего проживания от набегов половцев.

## Археология
Городища — почти круглой формы укрепления диаметром около 80 метров, окружённые рвами глубиной около 4 метров и высокими валами. В городищах собрано множество предметов, идентичных с распространёнными среди жителей Древнерусского государства, а частью явно завезённых из Киева. В междуречье Днестра и Прута, вероятно, сохраняются остатки нескольких групп славянских поселений и городищ (Алчедар, Екимауцы, Царёвка, Рудь и др.), которые связываются с летописными тиверцами.
Археологическими раскопками исследованы укрепления, жилища, мастерские ремесленников и т. п.